# Retrato de Isabella Stewart Gardner
El retrato de Isabella Stewart Gardner es una pintura de 1888 de John Singer Sargent, encargada por la retratada, fundadora del homónimo Museo Isabella Stewart Gardner, en el que reside el retrato.

## Pintura
Isabella Stewart Gardner (1840-1924) fue una mecenas, coleccionista de arte y fundadora del museo que lleva su nombre. Creó una de las colecciones de arte más grandes de Estados Unidos, que finalmente incluyó unos 2.500 objetos. También era una socialité muy conocida en su ciudad natal de Boston, presentando conciertos y otras reuniones culturales e intelectuales en su casa.
Sargent conoció a Stewart Gardner el 28 de octubre de 1886, a través de la mediación del escritor Henry James, radicado en Boston. Fue el comienzo de una larga amistad que duraría hasta la muerte de Stewart Gardner y resultó en una correspondencia extensa y preservada entre los dos.
El retrato fue pintado de diciembre de 1887 a enero de 1888 en la casa particular de la retratada. No estuvo exento de dificultades, en parte debido a las exigencias de la clienta. Al final, solo quedó satisfecha después de un noveno repintado final. También hay un estudio preliminar en la colección del museo. Sargent hizo dos retratos más de ella, incluida una acuarela de 1922.
El retrato muestra a la destacada coleccionista de arte de cuerpo entero, con un vestido de noche en paño de terciopelo negro de su propia creación, ante una tela brocada de fondo que, según Henry James, daba la impresión de que la modelo era una "Madonna bizantina con aureola"; se trataba de una pieza italiana del siglo XV cuyo motivo el pintor amplió mucho para crear el curioso efecto. El escritor francés Paul Bourget lo llamó un ejemplo de Idéale Américaine. La propia Stewart Gardner lo consideró uno de los retratos más bellos que Sargent había pintado y trató de persuadir al propio pintor para que adoptara ese punto de vista.
Cuando se exhibió el lienzo por primera vez en 1888, no todos estuvieron de acuerdo. Su marido Jack Gardner, que había sido pintado por Mancini, y no compartía su sensibilidad artística, le escribió en una carta desde Nueva York: "Es un infierno. Pero se parece a ti." Como resultado, ya no lo exhibió ni lo prestó durante su vida, manteniéndolo en la Sala Gótica de su mansión, luego sede del museo, donde continúa.

## Origen
El retrato fue encargado por Stewart Gardner por una tarifa de 3.000 dólares y perteneció a la dama desde entonces y a su museo después.